# RVU L'Universitaire
De RVU L'Universitaire is een Rando Vélo-route in Vlaanderen en Wallonië en is 61 km lang. De route start in Leuven en eindigt in Gembloux. De route is zo genoemd omdat deze langs de universiteitssteden Leuven, Louvain-la-Neuve en Gembloux voert. De route is in twee richtingen bewegwijzerd met blauw-gele markeringen.

## Traject
De route doorkruist de provincies Vlaams-Brabant en Waals-Brabant. In Leuven sluit de route aan op de LF Vlaanderenroute, de LF Heuvelroute en de LF Kunststedenroute. Onderweg voert de route naast het Nationaal Park Brabantse Wouden en door de valleien van de IJse en de Dijle. Van Ottenburg tot Grez-Doiceau loopt de RV4a parallel mee. Nabij universiteitsstad Louvain-la-Neuve kruisen de EuroVelo EV5 Via Romea Francigena  en de RV10 de route. In Gentinnes kruist de RV6 de route. De route eindigt in universiteitsstad Gembloux bij het spoorwegstation. Hier kan worden aangesloten op de RAVeL Ligne 147 welke Landen verbindt met Ligny.

## Aansluitingen met Europese routes
- In Louvain-la-Neuve kruist de route de EuroVelo EV5 Via Romea Francigena.

## Aansluitingen met andere LF- of icoonroutes
- In Leuven sluit de route aan op de LF Vlaanderenroute, de LF Heuvelroute en de LF Kunststedenroute.
- Tussen Ottenburg en Grez-Doiceau loopt de route parallel met de RV4a.
- In Louvain-la-Neuve kruist de route de RV10.
- In Gentinnes kruist de route de RV6.

## Aansluitingen met regionale routes
- Op elk willekeurig punt kan gebruik worden gemaakt van het fietsroutenetwerk ter plaatse.
- In Neerijse kan de Brabantse Pijlroute opgepakt worden.
- In Grez-Doiceau kan de W2 La Véloroute de la Bière (regionale RAVeL-route) opgepakt worden.